# Cappella Santa Giuliana Falconieri

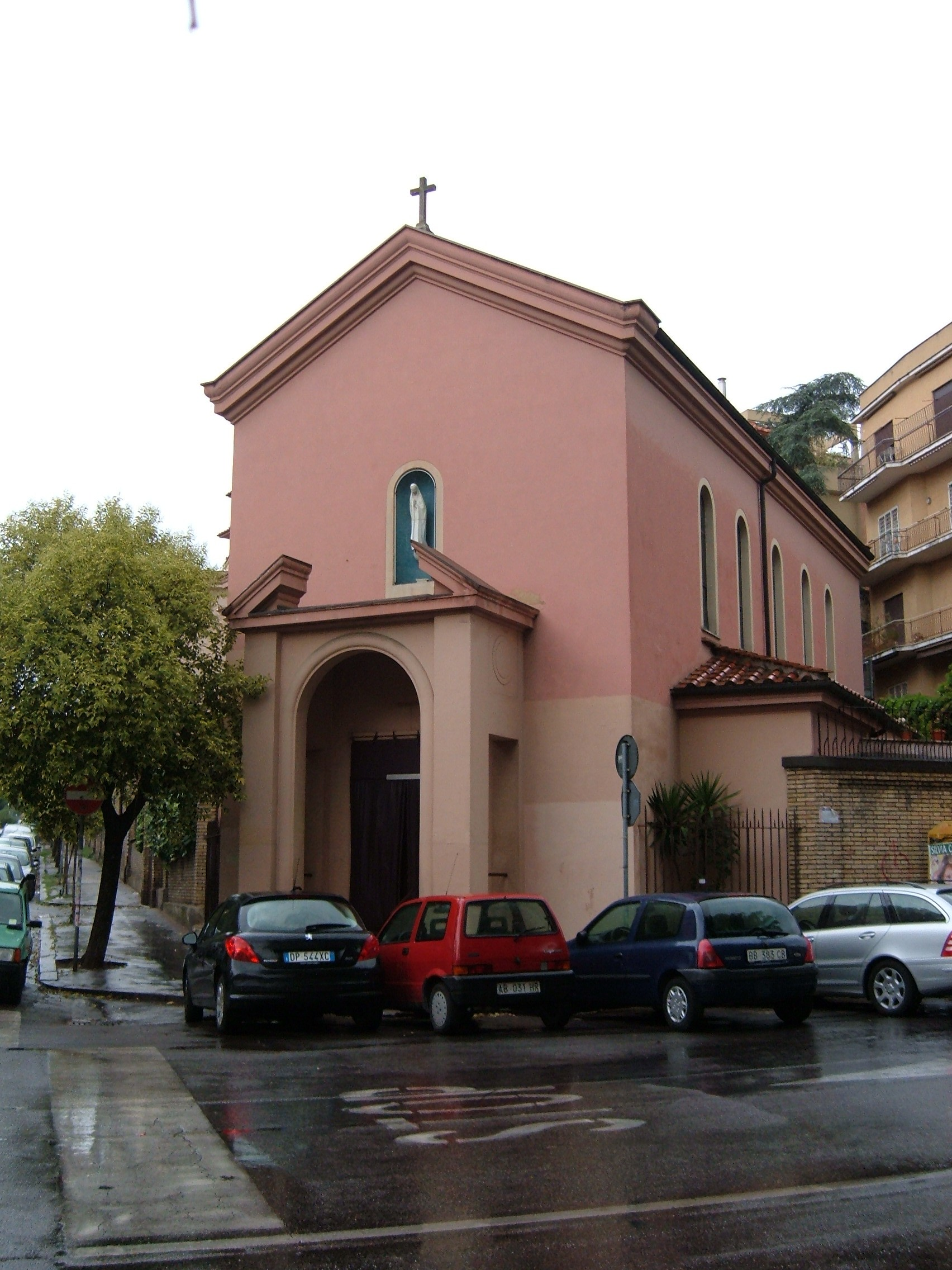
Vista da capela.

Santa Giuliana Falconieri é uma capela localizada na Piazza Francesco Cucchi, no quartiere Gianicolense de Roma. É dedicada a Santa Giuliana Falconieri, uma santa florentina das Servas de Maria canonizada em 1737 pelo papa Clemente XII.

## História
A comunidade para qual a capela foi construída em 1936 é muito antiga e se estabeleceu primeiro em 1803 no rione Trastevere, na igreja de Santi Maria della Visitazione e Francesco di Sales delle Mantellate. Em 1884, as freiras foram expulsas para que o local fosse transformado numa prisão, o Carcere di Regina Coeli, e acabaram se estabelecendo, depois de soluções temporárias, em 1908 na Via Morcenigo, no rione Prati. A intenção era permanecer no local e a pedra fundamental de uma nova igreja a ser dedicada a Santa Giuliana foi lançada em 1926, mas o rápido desenvolvimento urbano do novo rione fez com que elas procurassem um local mais tranquilo.
Elas então construíram um novo convento no quartiere Gianicolense, na época uma área remota, mas a região também se desenvolveu rapidamente, especialmente depois da Segunda Guerra Mundial. Em 1958, a comunidade se mudou novamente, desta vez para a igreja de Santa Maria Addolorata delle Monache Mantellate, na Via Portuense, onde está até hoje.
O mosteiro foi então vendido para a "Irmãs de Nossa Senhora das Dores, Servas de Maria de Pisa", uma das 25 congregações agregadas da ordem das Servas de Maria ("servitas"; em italiano:  "mantellate"). Em razão do declínio das ordens religiosas em geral, o convento romano acabou sendo fechado e vendido para uma escola. 
Contudo, a congregação aparentemente permaneceu com o controle da capela e a Diocese de Roma lista uma irmã residente na Casa di Procura, na Piazza Francesco Cucchi, 2, onde ficava a entrada dos aposentos do capelão do antigo convento (à direita da capela). Sem função pastoral atualmente, a capela corre o risco de desconsagração.

## Descrição
Santa Giuliana é característica por seu exterior pintado de rosa, a mesma do convento anexo, e pelos pilares internos, que a subdividem em três naves. Externamente, a fachada é precedida por um prótiro com um tímpano quebrado e é decorada por uma estátua da Virgem com o Menino inserida num nicho. No interior, o edifício é iluminado por dez grandes janelas. Na abside está um afresco da "Deposição" com os Sete Santos fundadores da ordem dos servitas, além de uma escultura da "Anunciação", obra de Lorenzo Ferrari (1902-1975), autor também das peças da "Via Crúcis" em majólica pintada.